# Gérard Taverdet
Pour les articles homonymes, voir Taverdet.
Gérard Taverdet, né le 13 décembre 1938 à Dijon, est un linguiste français, spécialisé en dialectologie et onomastique, professeur émérite de la faculté des lettres de Dijon.

## Biographie
Gérard Taverdet effectue ses études à Dijon du primaire jusqu’à l’université. Il obtient l’agrégation de grammaire en 1962 puis le doctorat d’État en 1971. C’est en tant qu’assistant qu’il effectue sa rentrée de 1965 à la Faculté des lettres de Dijon puis est promu professeur en 1974. Ses services et travaux sont récompensés en 1999 par l’obtention du titre honorifique de professeur émérite.
Gérard Taverdet consacre la majorité de ses recherches à la dialectologie et la toponymie bourguignonnes. En particulier, il participe de manière importante à l'élaboration de l’Atlas linguistique et ethnographique de Bourgogne dont il dirige la publication et réalise un certain nombre d'enquêtes. Parallèlement, il est l'un des premiers à avoir suggéré la publication d'atlas toponymiques cartographiant entre autres les appellatifs dialectaux et les types toponymiques d'une région donnée.
Gérard Taverdet fonde et dirige l’Association bourguignonne de dialectologie et d'onomastique, qui s'est donné pour mission d'étudier les patois et les noms de lieux locaux. Il est par ailleurs membre du comité de rédaction de la Nouvelle revue d'onomastique et responsable des Cahiers de la Société française d'onomastique dont il a été vice-président puis président jusqu'en 2006. Il est aussi président d'honneur de l'association Langues de Bourgogne.
Son implication dans la promotion des parlers bourguignons l'amène à publier en 2008 une traduction en bourguignon-morvandiau des Bijoux de la Castafiore, l'un des albums des aventures de Tintin par Hergé : Lés Aivantieures de Tintin / Lés ancorpions de lai Castafiore.
Gérard Taverdet est reconnu en tant qu'expert en onomastique de l'Est de la France et de la Suisse, il a reçu le prix Albert-Dauzat dialectologie en 1983 et le prix Albert-Dauzat onomastique en 1993.

## Publications

### Ethnolinguistique
- Atlas linguistique et ethnographique de Bourgogne, t. I, le temps, la terre, les végétaux, CNRS, Paris, 1975.
- Atlas linguistique et ethnographique de Bourgogne, t. II, les végétaux, les animaux, CNRS, Paris, 1977.
- Atlas linguistique et ethnographique de Bourgogne, t. III, la maison, l’homme, la grammaire, CNRS, Paris, 1980.
- Atlas linguistique et ethnographique de Bourgogne, index français des notions et des formes étudiées, CNRS, Paris, 1984.
- Index de l’Atlas linguistique de Bourgogne, ABDO, Dijon, 1988.
- Hergé (trad. du français par Gérard Taverdet, en bourguignon), Lés Aivantieures de Tintin : Lés ancorpions de lai Castfiore [« Les bijoux de la Castafiore »], Casterman, 2009, 62 p. (ISBN 978-2-203-01871-6)

### Glossaires
- Glossaire de Chrétien de Troyes, Dijon, ABELL, 2004, 330 p. (ISBN 2-904911-67-7)
- Glossaire de Jean Racine, Dijon, 2006, 370 p.
- Glossaire de Pierre Corneille, Dijon, 2008, 406 p.
- Pierre Corneille, glossaire des 4 classiques, 2010, 260 p.
- Glossaire homérique, Fontaine-les-Dijon, 2012, 426 p.
- La Phèdre de Jacques Pradon, Dijon, 2014, 138 p.
- Glossaire de Molière, Dijon, 2015, 524 p.

### Onomastique
- (en) Gérard Taverdet et Stéphane Gendron, Patrociny Settlement Names in France, Debrecen-Helsinki, Valéria Toth, 2011, 250 p., Pages 29-54

#### Toponymie
- Les Noms de lieux de la Nièvre, Dijon CRDP, 1967 ; nouvelle édition revue en 1987.
- Les Noms de Lieux de Bourgogne : la Saône-et-Loire, DIJON CRDP, 1979. nouvelle édition revue en 1991, 83 pages.
- Les Noms de Lieux de l’Yonne, Dijon, CRDP 1983 ; nouvelle édition revue, Dijon ABDO 1996.
- Les Noms de lieux du Jura, Dijon ABDO, 1984, 71 pages ; nouvelle édition revue, Dijon CRDP, 1986.
- Lieux-dits de Saône-et-Loire, Dijon ABDO 1985.
- Les Noms de lieux de la Loire, Dijon ABDO, 1985.
- Les Noms de lieux de la Haute-Loire, Dijon ABDO 1985.
- Les Noms de lieux de la Haute-Marne, Dijon CRDP, 1986
- Les Noms de lieux de l’Aube, Dijon CRDP, 1986.
- Les Noms de lieux du Rhône, ABDO, Dijon, 1987.
- Les Noms de lieux des Vosges, ABDO, Dijon, 1988
- Les Noms de lieux du Doubs, ABDO, Dijon, 1990.
- Noms de lieux du Maine, Éditions Bonneton, Paris, 2003.
- Microtoponymie de la Bourgogne, Fontaine-lès-Dijon, 1989-1997 (consulter en ligne).
- Noms de lieux de Bourgogne, plus de 1200 noms expliqués, Christine Bonneton, Paris, 2007

### Dialectologie
- Les patois de Saône-et-Loire, Géographie phonétique de la Bourgogne du sud, Dijon ABDO 1980.
- Les Patois de Saône-et-Loire, Vocabulaire de la Bourgogne du sud, Dijon ABDO 1981.
- Les Patois du canton de Saint-Seine-l’Abbaye, Dijon ABDO 1983.
- Le français parlé en Bourgogne (phonologie), Dijon, CRDP, 39 pages.
- Dictionnaire du français régional de Bourgogne, en collaboration avec Danièle Navette-Taverdet, Paris, Bonneton, 1991, 160 p.
- Le patois francoprovençal de Sagy : Bourgogne du Sud, Saône-et-Loire, canton de Beaurepaire-en-Bresse, Dijon, 2012, 152 p.
- Bourguignon, quelle langue ! Cré loup vérou ! (ill. Christophe Lazé), Plouèdem, Éditions Gisserot, 2012, 127 p. (ISBN 978-2-7558-0234-4)
- Antoine de Saint-Exupéry (trad. du français par Gérard Taverdet, en bourguignon), El mouné Duc [« Le petit Prince »], Neckarsteinach, Edition Tintenfaß, 2014, 96 p. (ISBN 978-3-943052-66-4)

### Articles

#### Toponymie
- « Les toponymes gaulois en NT » in Revue Internationale d’Onomastique, avril 1973, p. 139-146.
- « “FIRST”, nom commun germanique et le suffixe -IACU » in Revue Internationale d’Onomastique, 1975, p. 137-141.
- « Les onomatopées dans les toponymes en -iacu » in Onoma, actes du congrès de Berne août 1975, Louvain, 1978, p. 431-434.
- « Le nom de Chalmazel » in Actes du XIIIe congrès des Sciences Onomastiques, Cracovie, 1978, p. 527-533.
- « Quelques problèmes de toponymie bourguignonne » in Mélanges de Philologie et de Toponymie romanes offerts à Henri Guiter, Perpignan, 1981.
- « Les noms de Saffres et d’Igornay » in Actes du colloque d’onomastique romane de Dijon, mai 1981, ABDO, Dijon, 1982, p. 255-265.
- « Quelques cas de confusions en -(i)acum et -etum en Bourgogne » in Actes du colloque de Montpellier, mai 1983, p. 221-229.
- « Pour un atlas toponymique » in Actes du Colloque de Majorque, avril 1980, vol. II, Majorque, 1985, p. 205-213.
- « Liens entre hydronymie et noms de lieux habités dans les environs de Lyon » in Actes du 112e Congrès National des Sociétés savantes, Histoire médiévale, Lyon, 1987, p. 87-92.
- « Étymologies toponymiques médiévales » in Gedenkschrift der Universität Burgund für Kurt Ringger, ABDO, Dijon, 1990.
- « Cartographie onomastique », colloque Patrom, Trèves, 1987, publié dans les Actes (Tübingen, 1990, Niemeyer), p. 276-280.
- « Des racines hydronymiques mal connues ou à découvrir », in Actes du colloque de la Société française d'onomastique d'Oléron, octobre 1997, ABDO, Dijon, 1998.
- « Les Noms de lieux en -durum en Côte-d’Or » in Nouvelle Revue d’Onomastique 49-50, 2008, p. 179-183.
- « Les rapports entre l’onomastique et l’archéologie (les exemples côte-d’oriens) » in L’Onomastique au carrefour des sciences humaines, Actes du XIe colloque de la Société française d’onomastique, Lyon III, 10-13 octobre 2001, Lyon, 2004, p. 311-324.
- « Les théories de d’Arbois de Jubainville en France au début du XXIe siècle » in Actes du Congrès ICOS (Pise 2005), p. 801 et suiv.

#### Dialectologie
- « Traits méridionaux et franco-provençaux dans les parlers bourguignons » dans Revue de Linguistique romane, janvier-juin 1991, p. 59-73.
- « Aires dialectologiques et aires sociologiques (observations sur les patois et français régionaux de Bourgogne) » dans XIV Congresso Internazionale de Linguistica e Filologia romanza, Naples.
- « Le français régional dans la Côte bourguignonne » dans Les français régionaux, Actes du colloque de Dijon (novembre 1976), Klincksieck, Paris, 1977, p. 35-42.
- « Unité et diversité des parlers du Nord et de l’Est, conférence à Lille (décembre 1997) publiée par l’Université de Lille (p. 149-155).
- « Un écrivain patoisant bourguignon du XXe siècle, Alfred Guillaume » dans Bibliothèque de l’École des Chartes, tome 159, janvier-juin 2001, p. 209-226.

## Notices d'autorité
- Notices d'autorité :   - VIAF
  - ISNI
  - BnF (données)
  - IdRef
  - LCCN
  - GND
  - Belgique
  - Pays-Bas
  - Israël
  - Norvège
  - WorldCat